# シュコダ-ソラリス 24m
シュコダ-ソラリス 24m（チェコ語: Škoda-Solaris 24m）は、チェコのシュコダ・エレクトリックが展開するトロリーバス車両。ポーランドのソラリスが製造する車体を用いた2連節バスで、ソラリスが展開するトロリーノ24（Trollino 24）の1車種と位置づけられる事もある他、開発初期はシュコダ38Tr（Škoda 38Tr）とも呼ばれていた。

## 概要
都市での使用に適した、179人と言う高い定員数を有する、全長24,700 mmの2連節トロリーバス。車内は全体が低床構造になっており、両開き式の乗降扉付近の床上高さは320 mmとなっている。着席定員数は52人である他、中間車体には車椅子やベビーカーが設置可能なフリースペースが存在する。車内照明はLEDが用いられており、車内・車外には運転士の支援や安全対策のための監視カメラが各部に設置されている。
前方車体に2箇所、中間・後方車体に1箇所づつ設置されている車軸のうち、シュコダ・エレクトリックが生産する主電動機（出力160 kw）によって駆動するのは前方車体の連節部寄りと中間車体の2箇所で、それ以外の車軸は油圧パワーステアリングによって制御されている。制御装置や架線レス区間走行用の充電池を始めとした機器は屋根上に設置されている他、これらの電気機器の冷却や空調用コンプレッサーの作動のため、車体には7個の補助エンジンも搭載されている。また、架線の着氷を防ぐ不凍液を噴霧する装置の搭載も可能である。

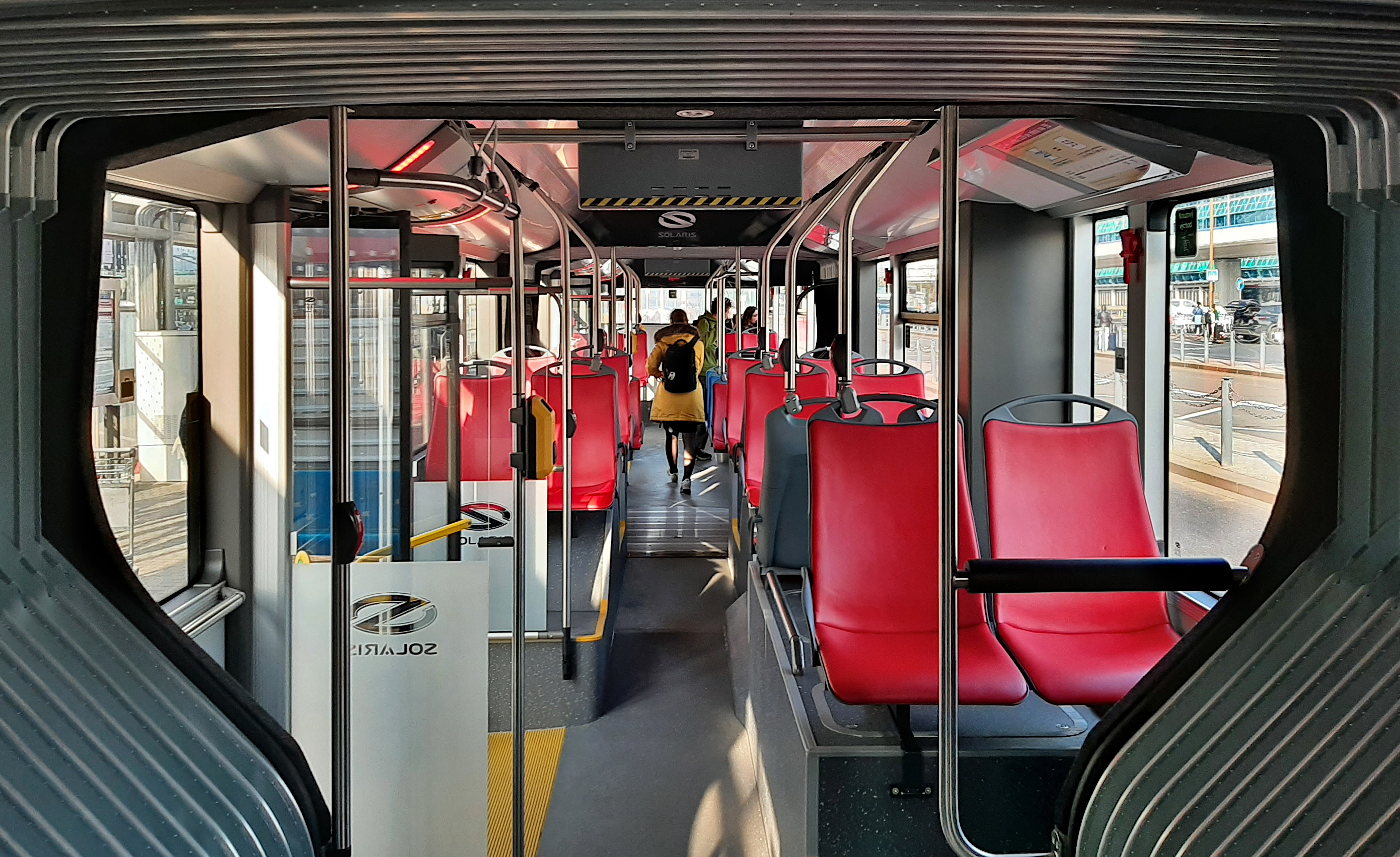
車内（プラハ・トロリーバス）
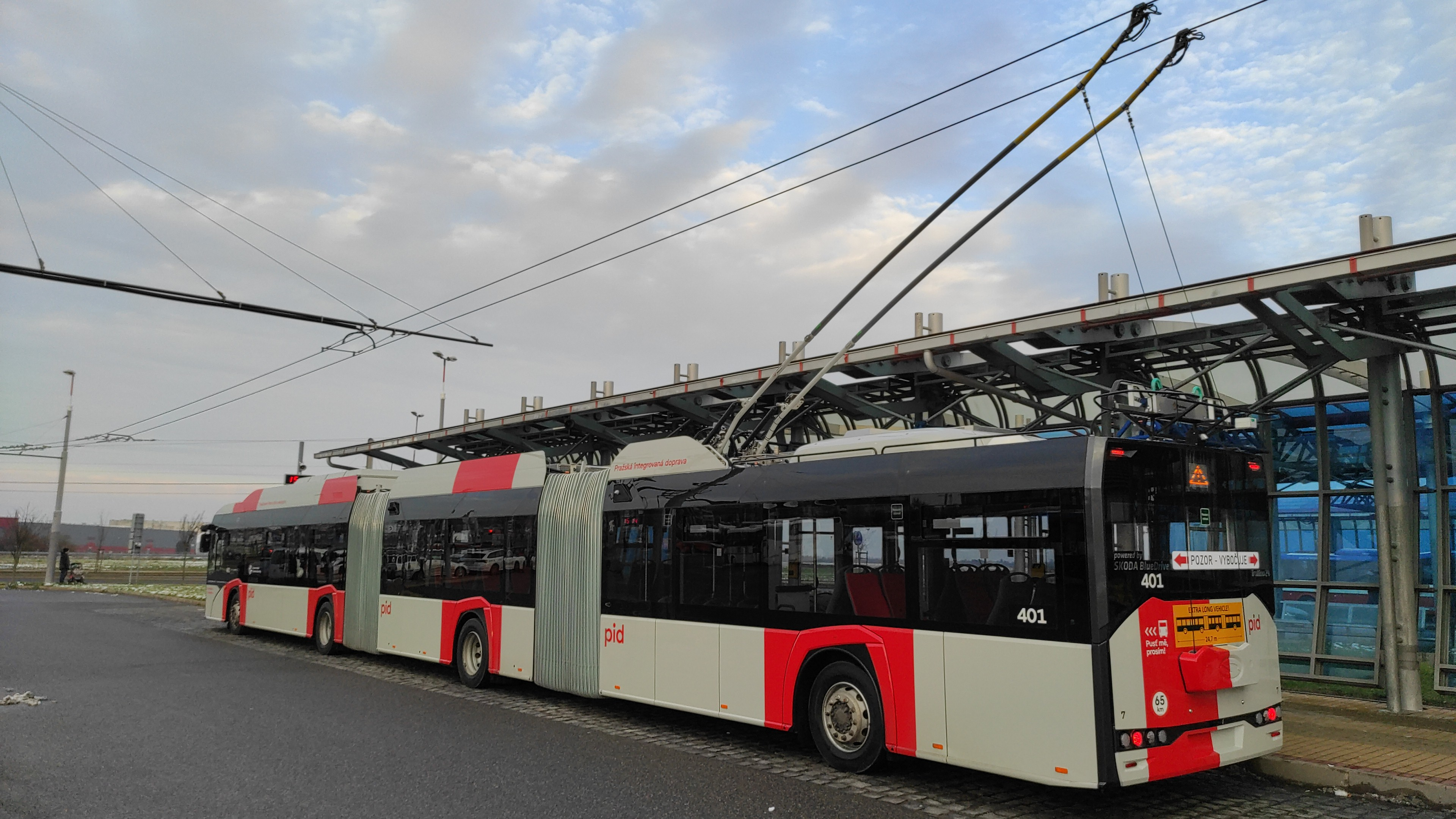
後方（プラハ・トロリーバス）（2023年撮影）
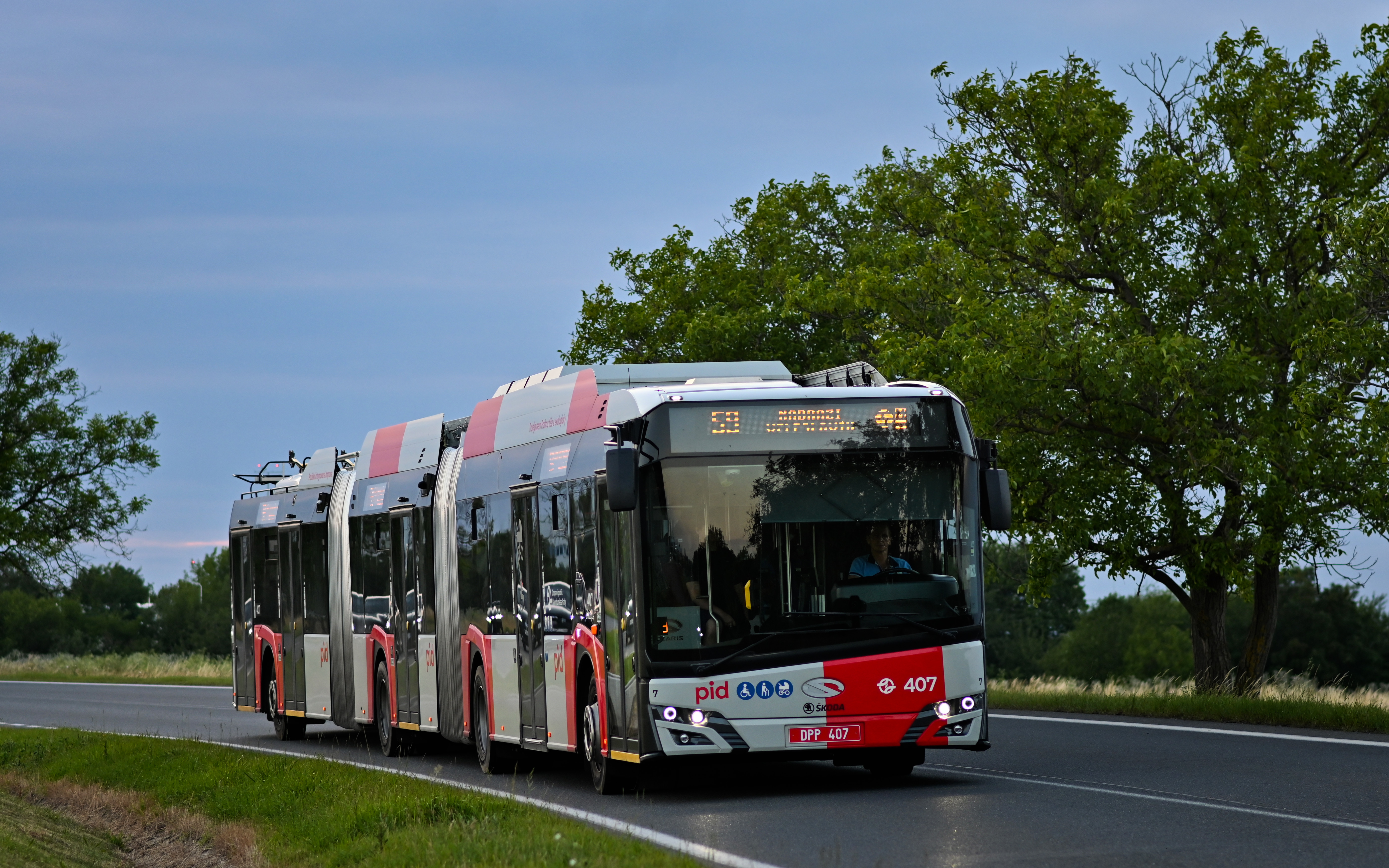
架線が無い区間は充電池を使って走行可能である（プラハ・トロリーバス）（2024年撮影）

## 運用
シュコダ-ソラリス 24mは2023年以降生産が進められ、最初の導入先となったスロバキアのブラチスラヴァ（ブラチスラヴァ・トロリーバス）では試験的な営業運転を含めた試運転を経て2024年1月18日から定期運行が開始された。また、チェコのプラハ（プラハ・トロリーバス）でも同年3月6日から営業運転を開始した59号線への導入が実施されている。これらを含め、2024年3月時点におけるシュコダ-ソラリス24 mの導入両数は以下の通りである。
| シュコダ-ソラリス 24m 導入都市一覧 | シュコダ-ソラリス 24m 導入都市一覧            | シュコダ-ソラリス 24m 導入都市一覧 | シュコダ-ソラリス 24m 導入都市一覧 |
| 導入国                             | 都市                                          | 導入車両数                         | 備考                               |
| ---------------------------------- | --------------------------------------------- | ---------------------------------- | ---------------------------------- |
| チェコ                             | プラハ (プラハ・トロリーバス)                 | 20両                               |                                    |
| スロバキア                         | ブラチスラヴァ (ブラチスラヴァ・トロリーバス) | 16両                               |                                    |